# Nihari
Nihari (tiếng Urdu: نهاری) là một món cà ri Nam Á bao gồm thịt bò hoặc thịt cừu nấu chậm chín cùng với tủy xương, trang trí vừa ăn và thỉnh thoảng phục vụ với óc nấu chín. Đây là một trong những món ăn truyền thống của Pakistan.

## Nguyên từ
Từ Nihar khởi nguồn trong tiếng Ả Rập, từ ngữ "Nahar" (tiếng Ả Rập: نهار) nghĩa là "ngày", món này thường ăn sau lễ cầu nguyện mặt trời mọc Fajr, người cầu nguyện sau đó sẽ ngủ cho đến khi buổi chiều.